# Катык, Абрам Ильич
Абра́м Ильи́ч Каты́к (1860, Херсон — 1936, Москва) — московский купец, почётный гражданин, гильзовый фабрикант, основатель Торгового дома «А. Катыкъ и К°».

## Биография
Сын небогатых караимов Ильи Абрамовича Катыка и Мильке Юфудовны Мичри, с низшим караимским и общим образованием. Катык является инициатором и главным основателем созданной им совместно с братом Иосифом Ильичом Катыком (1861—1923) в 1887 году в Москве гильзовой фабрики «А. Катык и К°», существовавшей до установления советской власти.
Принимал деятельное участие до революции и в жизни своих единоплеменников. Будучи постоянно избираем Председателем Правления, много лет стоял во главе Московской общины, которая относилась к нему с исключительным уважением и для которой его слово имело решающее значение. Затем был одним из главных основателей Московского караимского благотворительного общества вспомоществования бедным караимам, бессменным Председателем Правления которого он был со дня основания его (1907 год) и до упразднения (1917 год) и которому принес также большую пользу.
Принадлежа к прогрессивной части караимов, А. И. Катык вместе с тем отличался глубоким патриотизмом, щедрой отзывчивостью ко всем нуждам своего народа, служа в этом отношении примером для многих, и широкой благотворительностью, оказывая материальную помощь и всяческую поддержку, кто бы к нему не обратился, независимо от его национальности, но особенно учащейся молодежи.
После октябрьской социалистической революции был принят на советскую службу и несколько лет состоял коммерческим директором в Совпольторге в Москве. Два раза ездил по службе за границу, причем все задания Советского правительства выполнил честно и точно, вполне оправдав оказанное ему доверие. Последние свои годы провел в нужде, которая и послужила главною причиной его смерти.
Был женат на караимке из бедной семьи и оставил после себя воспитанных в европейском духе двух сыновей и двух дочерей.

## Адреса в Москве
- Воронцовская ул., 35 — собственный дом А. И. Катыка.
- Тверская-Ямская, Чухинский пер., дом Пономарёва — адрес гильзовой фабрики Торгового дома «А. Катыкъ и К°».
- Большая Молчановка ул., 17, кв. 3 — местожительство на 1926 год[5].